# فهرست عملیات زمینی گسترده ایران در جنگ ایران و عراق
فهرست عملیات زمینی گسترده ایران در جنگ ایران و عراق مقاله‌ای در باب معرفی ۲۸ عدد از مهم‌ترین عملیات زمینی ایران در طول ۸ سال جنگ ایران و عراق است که با نام عملیات گسترده شناخته می‌شوند. در این مقاله عملیات گسترده بر اساس جبهه عملیاتی به ۳ دسته جبهه شمالی، جبهه میانی و جبهه جنوبی دسته‌بندی می‌شوند. مجموعه اطلاعات معرفی شده برای هر عملیات مشتمل بر: نام عملیات، تاریخ شروع و پایان عملیات، منطقه اجرای عملیات، رمز عملیات، نیروهای عمل‌کننده در هر عملیات و چکیده‌ای از مهم‌ترین دستاوردهای  دست آمده در هر عملیات می‌باشد.

## جبهه جنوب
| نام عملیات            | تاریخ شروع عملیات شروع | تاریخ پایان     | منطقه نبرد                                           | رمز عملیات                  | نیروهای عمل‌کننده              | نتایج عملیات |
| --------------------- | ---------------------- | --------------- | ---------------------------------------------------- | --------------------------- | ----------------------------- | --- |
| عملیات پل نادری       | ۲۳ مهر ۱۳۵۹            | ۲۸ مهر ۱۳۵۹     | اندیمشک رودخانه کرخه غرب پل نادری سه راه قهوه‌خانه    |                             | ارتش                          | تثبیت پل نادری و عقب راندن دشمن از قسمتی از غرب کرخه و جلوگیری از سقوط خوزستان و جلوگیری از دسترسی عراق به راه مواصلاتی اندیمشک خرم‌آباد و اندیمشک اهواز و راه‌آهن اندیمشک و جلوگیری از دسترسی به سد دز و … |
| عملیات نصر            | ۱۵ دی ۱۳۵۹             | ۱۸ دی ۱۳۵۹      | هویزه-کرخه‌کور- دشت آزادگان                           | -                           | ارتش و دانشجویان پیرو خط امام | نیروهای ایرانی ابتدا با استفاده از شکاف موجود در مواضع ارتش عراق در محور کرخه کور تا ۲۰ کیلومتری شرق هویزه نیز پیش رفتند اما به دلیل برخی ناهماهنگیها در نیروهای ایرانی، ارتش عراق توانست در اواسط دی‌ماه ۱۳۵۹ جاده هویزه به سوسنگرد را نیز تصرف نماید. |
| عملیات توکل           | ۲۰ دی ۱۳۵۹             | ۲۰ دی ۱۳۵۹      | شمال آبادان- سه‌راهی ماهشهر                           | -                           | ارتش                          | تلاش نیروهای ایرانی در جهت جلوگیری از محاصره آبادان و عبور نکردن نیروهای عراقی از کارون با شکست روبرو شد |
| عملیات فرمانده کل قوا | ۲۱ خرداد ۱۳۶۰          | ۲۵ خرداد ۱۳۶۰   | آبادان دارخوئین                                      |                             | سپاه                          | پیروزی ایران |
| عملیات ثامن الائمه    | ۵ مهر ۱۳۶۰             | ۵ مهر ۱۳۶۰      |                                                      | نصرمن‌الله و فتحٌ‌قریب         | ارتش و سپاه                   | بازپسگیری ساحل شرقی رودخانه کارون-خارج کردن آبادان از محاصره یکساله-آزادسازی بیش از ۱۵۰ کیلومترمربع از اراضی اشغال شده توسط ارتش عراق-کلاسیک‌ترین عملیات نیروهای ایرانی در طول جنگ که کاملاً بر پایه اصول نظامی بود |
| عملیات طریق القدس     | ۸ آذر ۱۳۶۰             | ۱۵ آذر ۱۳۶۰     | شمال‌و جنوب کرخه- دشت آزادگان                         | یا حسین (ع)                 | ارتش و سپاه                   | آزادسازی بستان و ۷۰ روستای منطقه و ۵ پاسگاه مرزی-تصرف مناطق الله اکبر و تنگه چذابه |
| عملیات فتح المبین     | ۲ فروردین ۱۳۶۱         | ۱۰ فروردین ۱۳۶۱ | غرب کرخه                                             | یازهرا (س)                  | ارتش و سپاه                   | بازپسگیری ۲۵۰۰ کیلومتر مربع از خاک ایران از نیروهای عراقی-آزادسازی جاده استراتژیک دزفول تا دهلران-تصرف چاه‌های نفت ابوقریب در ارتفاعات تینه-اسارت ۱۵۰۰۰ سرباز عراقی توسط نیروهای ایرانی |
| عملیات بیت‌المقدس      | ۱۰ اردیبهشت ۱۳۶۱       | ۳ خرداد ۱۳۶۱    | خرمشهر- دشت آزادگان                                  | یا علی‌ابن‌ابیطالب علیه‌السّلام | ارتش و سپاه                   | آزادسازی خرمشهر و منطقه هویزه و پادگان حمید-انهدام۲۰٪ از ارتش عراق-آزادسازی۵۰۳۸ کیلومترمربع از مناطق اشغال شده-عقب‌نشینی گسترده نیروهای عراق از استان خوزستان و موضعگیری آن‌ها در اطراف شهر بصره جهت مقابله با حمله احتمالی نیروهای ایرانی |
| عملیات رمضان          | ۲۲ تیر ۱۳۶۱            | ۷ مرداد ۱۳۶۱    | شرق بصره                                             | یا صاحب‌الزمان ادرکنی        | ارتش و سپاه                   | اولین مواجهه نیرویهای ایرانی با سنگرهای مثلثی و در نتیجه شکست در محاصره بصره و تصرف این شهر به عنوان هدف عملیات |
| عملیات مسلم بن عقیل   | ۹ مهر ۱۳۶۱             | ۱۵ مهر ۱۳۶۱     | منطقه سومار                                          | یا ابوالفضل العباس(ع)       | ارتش و سپاه                   | با هدف فائق آمدن بر ناکامی عملیات رمضان که با موفقیت همراه شد. |
| عملیات محرم           | ۱۰ آبان ۱۳۶۱           | ۲۰ آبان ۱۳۶۱    | موسیان- ارتفاعات مرزی «میال حمرین» - جنوب‌شرقی دهلران | یا زینب (س)                 | ارتش و سپاه                   | تصرف منابع نفتی موسیان و بیات و همچنین حوضچه‌های نفتی زبیدات که مشتمل بر ۷۰۰ حلقه چاه نفتی بود-تصرف جاده طیب به شهرانی-تصرف جاده تدارکاتی بغداد به بصره-رسیدن نیروهای به نقطه مرزی به طول۵۰ کیلومتر. اولین گردان آرپی جی زن موتورسوار در این عملیات استفاده شد.                                                                                              |
| عملیات والفجر مقدماتی | ۱۷ بهمن ۱۳۶۱           | ۲۱ بهمن ۱۳۶۱    | فکه-چذابه                                            | یاالله-یاالله-یاالله        | سپاه                          | لو رفتن طرح عملیات توسط نیروهای سازمان مجاهدین خلق-ناکامی نیروهای ایرانی در تصرف پل غزیله و تصرف شهر العماره |
| عملیات والفجر ۱       | ۲۱ فروردین ۱۳۶۲        | ۲۸ فروردین ۱۳۶۲ | جبل فوقی- شمال فکه                                   | یاالله-یاالله-یاالله        | ارتش                          | دستیابی نسبی نیروهای ایرانی به ارتفاعات موردنظر-ضعف فرماندهی نیروهای زمینی به جهت اتکای بیش از حد به واحد توپخانه-ناکامی در الحاق یگانها به یکدیگر بعد از پایان عملیات-عقب‌نشینی نیروهای ایرانی به مواضع قبلی بعد از چند روز |
| والفجر ۲              | ۲۹ تیر ۱۳۶۲            | ۱۳ مرداد ۱۳۶۲   | حاج عمران                                            |                             | ارتش و سپاه                   | همکاری کردهای بارزانی با قوای ایران- لو رفتن عملیات توسط حزب دموکرات کردستان ایران به قوای عراقی-۸۰ درصد اهداف عملیات تحقق یافت. همچنین اسناد زیادی از حزب دموکرات کردستان ایران به دست نیروهای ایرانی افتاد. |
| عملیات خیبر           | ۳ اسفند ۱۳۶۲           | ۲۲ اسفند ۱۳۶۲   | هورالهویزه                                           | یا رسول‌الله(ص)              | ارتش و سپاه                   | در محور شمالی عملیات (العزیز) نیروهای ایرانی توانستند خود را به رودخانه دجله رسانده و تردد خودروهای راه بصره به بغداد را قطع کنند-تصرف دو جزیره مجنون به مساحت ۱۶۰ کیلومتر مربع-تصرف ۵۰ حلقه چاه نفت-استفاده گسترده عراق از سلاح شیمیایی-شروع جنگ نفت‌کشها                                                                                                   |
| عملیات بدر            | ۱۹ اسفند۱۳۶۳           | ۲۶ اسفند۱۳۶۳    | هورالهویزه- شمال بصره                                | یا فاطمه‌الزّهرا (س)          | ارتش و سپاه                   | پیشروی کم نیروهای ایرانی در مواضع عراق تا شرق دجله و ناکامی در عبور از آن-ناتوانی آتشباری مناسب نیروهای ایرانی به نیروهای عراق به دلیل کمبود امکانات-عقب‌نشینی از نیمی از مناطق متصرف شده بعد از یک هفته-شروع جنگ شهرها |
| عملیات والفجر ۸       | ۲۰ بهمن ۱۳۶۴           | ۲۹ فروردین ۱۳۶۵ | شبه‌جزیره فاو                                         | یا فاطمه‌الزهرا (س)          | سپاه و ارتش                   | تصرف شهر فاو، راس‌البیشه، جاده فاو تا بصره-قطع دسترسی عراق به خلیج فارس-گسترده‌ترین استفاده از سلاح‌های شیمیایی در طول جنگ از جانب ارتش عراق-اسارت ۳۰۰۰ سرباز عراقی توسط نیروهای ایرانی-تصویب قطعنامه ۵۸۲ شورای امنیت-ساخت پل «بعثت» با استفاده از ۵۰۰۰ لوله بر روی اروند رود-مصدومیت شیمیایی بیش از ۱۵۰۰۰ سرباز ایرانی در ۱۷ روز-ورود رابرت مک‌فارلین به تهران |
| عملیات کربلای ۴       | ۳ دی ۱۳۶۵              | ۵ دی ۱۳۶۵       | غرب جزیره مینو- ابوالخصیب                            | محمدرسول‌الله(ص)             | سپاه                          | لو رفتن طرح عملیات پیش از آغاز آن توسط هواپیماهای آواکس-مسدود کردن حفر کانال در معبر اصلی محور و پر کردن آن با مازوت جهت زمین گیر کردن نیروهای ایرانی-شکست خوردن نیروهای ایرانی در تصرف کردن جزایر ام‌الرّصاص و ابوالخطیب بعد از۴۸ ساعت و دستور توقف عملیات توسط فرماندهان                                                                                    |
| عملیات کربلای ۵       | ۱۹ دی ۱۳۶۵             | ۴ اسفند ۱۳۶۵    | شرق بصره                                             | یا زهرا (س)                 | سپاه پاسداران و ارتش          | تصویب قطعنامه ۵۹۸-پیشروی ۱۲ کیلومتری به سمت بصره-تصرف ۱۱ قرارگاه ارتش عراق-آزادسازی ۱۵۰ کیلومتر از مساحت ایران-انهدام ۸۱ تیپ و گردان مستقل ارتش عراق-تصرف دریاچه بوبیان-آزادسازی ۴ پاسگاه مرزی ایران |
| عملیات بیت‌المقدس ۷    | ۲۲ خرداد ۱۳۶۷          | ۲۵ خرداد ۱۳۶۷   | شلمچه                                                | یا اباعبدالله‌الحسین(ع)      | سپاه                          | هدف از این عملیات صرفاً تضعیف روحیه و ماشین جنگی عراق در قسمت جنوبی کانال پرورش ماهی بود. نیروهای ایرانی با اولین پاتک عراق بدون هیچ مقاومتی به مواضع اولیه خود بازگشتند |

## جبهه میانی
| نام عملیات      | شروع عملیات | پایان عملیات | منطقه نبرد                     | رمز عملیات               | نیروهای عملیات | |
| --------------- | ----------- | ------------ | ------------------------------ | ------------------------ | -------------- | --- |
| عملیات کربلای ۱ | ۹ تیر ۱۳۶۵  | ۱۹ تیر ۱۳۶۵  | ارتفاعات قلاویزان تا شهر مهران | یا اباالفضل‌العباس ادرکنی | سپاه و ارتش    | بازپسگیری شهر مهران و ارتفاعات استراتژیک قلاویزان و حمرین-آزادسازی جاده دهلران به مهران-آزادسازی ۲ پاسگاه مرزی |
| عملیات کربلای ۶ | ۲۴ دی ۱۳۶۵  | ۲۴ دی ۱۳۶۵   | شهر نفت شهر و شمال شهر سومار   | یا زهرا (س)              | ارتش           | نیروهای ایرانی در آزادسازی شهر «نفت شهر» ایران و شهر «نفت خانه» عراق به پیروزی رسیدند                          |

## جبهه شمالی
| نام عملیات         | تاریخ شروع      | تاریخ پایان     | منطقه نبردگیلانغرب           | رمز عملیات                            | نیروهای عمل کننده                  | نتایج عملیات |
| ------------------ | --------------- | --------------- | ---------------------------- | ------------------------------------- | ---------------------------------- | --- |
| عملیات والفجر ۴    | ۲۷ مهر ۱۳۶۲     | ۳۰ آبان ۱۳۶۲    | پنجوین                       | یاالله-یاالله-یاالله                  | ارتش، سپاه و اتحادیه میهنی کردستان | مقاومت بیش از انتظار ارتش عراق در منطقه باعث سرمایه‌گذاری فراوان دو طرف برای پیروزی در این نبرد بود و والفجر۴ را از یک عملیات محدود به یک عملیات گسترده تبدیل کرد. در طی این عملیات ۷۰۰ کیلومترمربع از خاک عراق به تصرف نیروهای ایرانی درآمد. |
| عملیات قادر        | ۲۴ تیر ۱۳۶۴     | ۱۸ شهریور ۱۳۶۴  | سیدکان                       | یا صاحب‌الزمان (عج)                    | ارتش                               | به دلیل ناکامی عملیات بدر، ابتکار عمل اینبار به ارتش داده شد و آزادسازی منطقه عمومی اشنویه-پیرانشهر نیز از سپاه به ارتش واگذار شد. اما ارتش نیز در این عملیات ناکام ماند و طی دوماه سه بار در تصرف منطقه شکست خورد و در نهایت دستور توقف عملیات |
| عملیات کربلای ۱۰   | ۲۵ فروردین ۱۳۶۶ | ۵ اردیبهشت ۱۳۶۶ | محور بانه- سردشت- ماووت      | یا صاحب‌الزمان ادرکنی                  | سپاه و اتحادیه میهنی کردستان       | پیشروی کند نیروهای ایرانی در راه‌های سخت‌گذر منطقه-ناکامی در تحقق نیمی از اهداف اولیه عملیات-پیشروی۳۴ کیلومتری در خاک عراق-زمینگیری نیروهای دوطرف در ارتفاعات شاخ‌گولان |
| عملیات بیت‌المقدس ۲ | ۲۵ دی ۱۳۶۶      | ۲ بهمن ۱۳۶۶     | ارتفاع قمیش- سلیمانیه- ماووت | یا زهرا (س)                           | سپاه                               | نخستین عملیات ایران در زمستان بود که در جهت امتیازگیری برای پایان جنگ پیروزی نسبی را به همراه داشت-تصرف ارتفاعات قمیش، ویولان و تنگه گوجار دستاوردهای این عملیات بود |
| عملیات والفجر ۱۰   | ۲۴ اسفند ۱۳۶۶   | ۲۹ اسفند ۱۳۶۶   | حلبچه-سلیمانیه               | یا رسول‌الله (ص)                       | سپاه و ارتش                        | آخرین عملیات نظامی ایران بود که از جانب فرماندهان به عنوان آخرین ضربه به ارتش عراق در جهت پذیرفتن قطعنامه۵۹۸ شناخته می‌شود. این عملیات با موفقیت کامل همراه شد و شهرهای حلبچه، دوجیله و خورمال به تصرف نیروهای ایرانی درآمدند-محاصره شهر سلیمانیه عراق-بمباران شیمیایی شهر حلبچه عراق توسط رژیم بعث |
| عملیات مرصاد       | ۴ مرداد ۱۳۶۷    | ۸ مرداد ۱۳۶۷    | استان کرمانشاه               | یا صاحب‌الزمان عجل‌الله تعالی وجه‌الشریف | ارتش و سپاه                        | شکست کامل عملیات «فروغ جاویدان» -عقب راندن نیروهای مهاجم به پشت مرزهای بین‌المللی-کشتن۲۰۰۰ تن و دستگیری۲۵۰ تن از اعضای سازمان مجاهدین خلق ایران-انهدام۴۰۰ دستگاه انواع وسایل نقلیه ارتش عراق که در اختیار نیروهای مهاجم قرار داشت-پذیرش قطعنامه۵۹۸ شورای امنیت توسط صدام حسین-ابراز تمایل بریتانیا برای برقراری مجدد روابط دیپلماتیک-اعزام نیروهای پاسدار صلح سازمان ملل به مرزهای دو کشور و ایجاد صلح پایدار. |